# 2 de dezembro
2 de dezembro é o 336.º dia do ano no calendário gregoriano (337.º em anos bissextos). Faltam 29 dias para acabar o ano.

## Eventos históricos

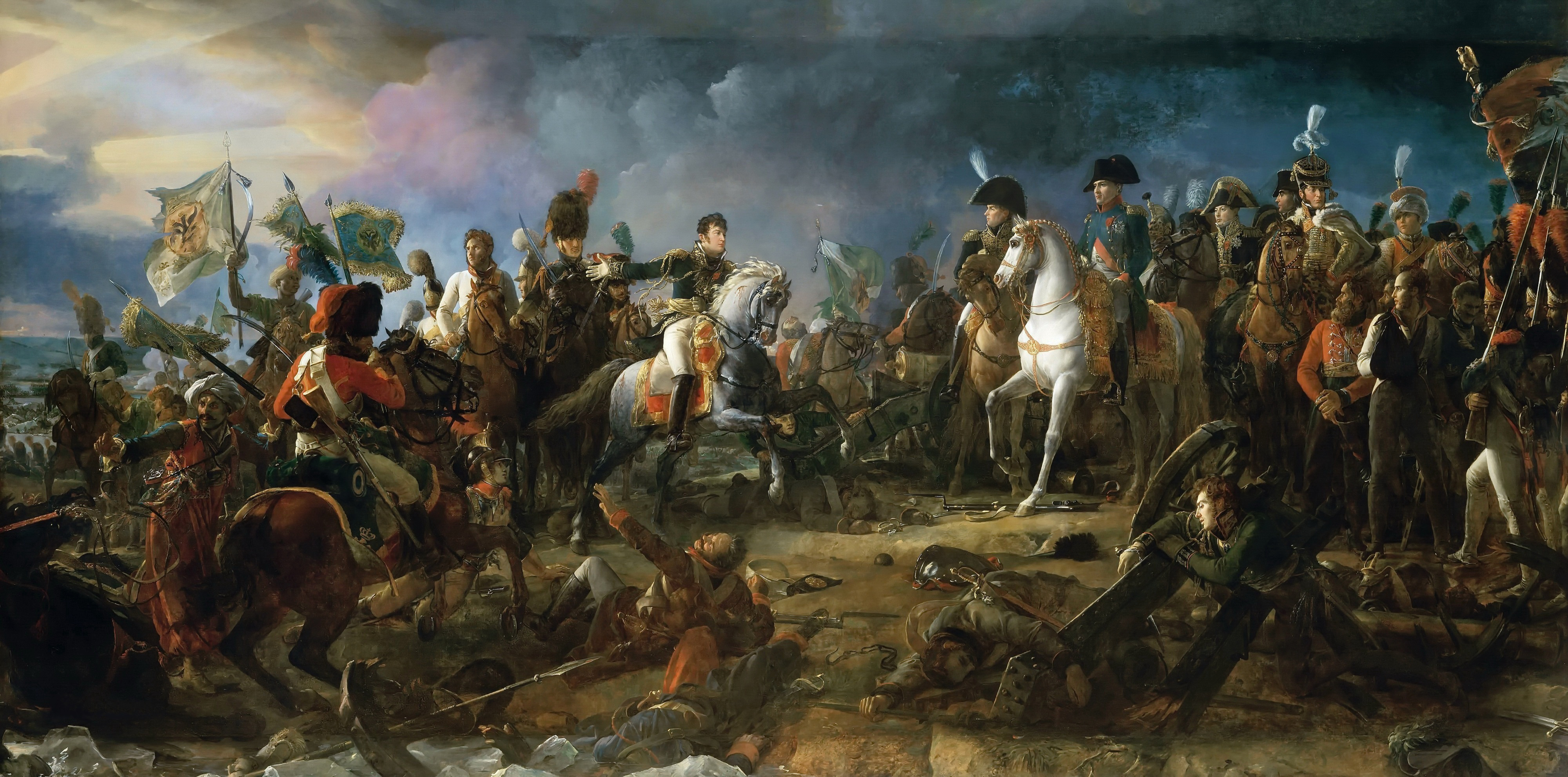
1805: Batalha de Austerlitz

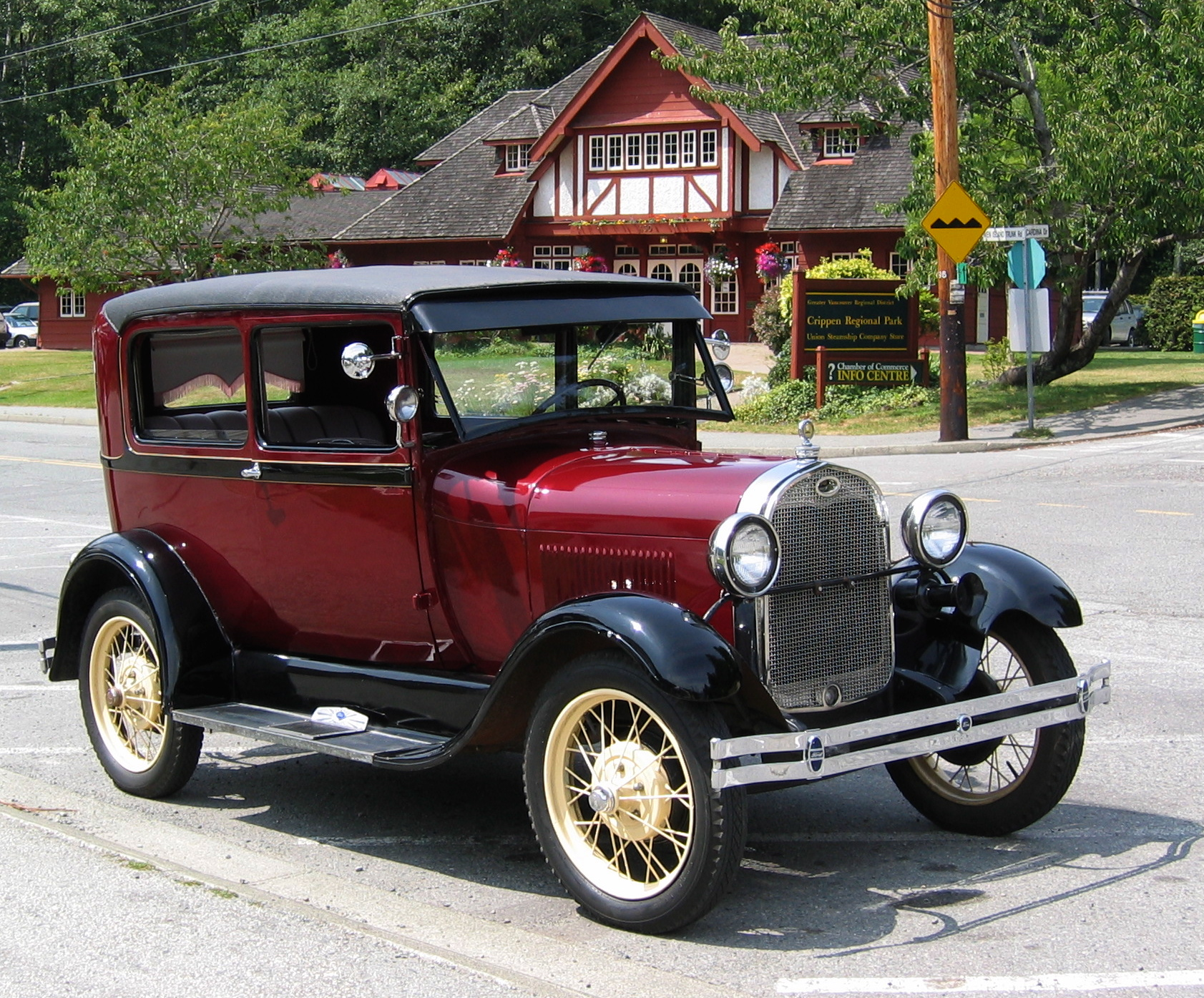
1927: Ford Model A

- 1244 — O Papa Inocêncio IV chega a Lyon para o Primeiro Concílio de Lyon.
- 1409 — É inaugurada a Universidade de Leipzig.
- 1512 — As pinturas de Miguel Ângelo no teto da Capela Sistina são exibidas ao público pela primeira vez.
- 1697 — A Catedral de São Paulo, reconstruída de acordo com o projeto de Christopher Wren após o Grande Incêndio de Londres, é consagrada.
- 1720 — Criação das capitanias de Minas Gerais e São Paulo.
- 1804 — Coroação de Napoleão Bonaparte, o imperador de França e sua mulher Josefina de Beauharnais, a imperatriz, na presença do Papa Pio VII, na Catedral de Notre-Dame.
- 1805 — Guerra da Terceira Coalizão: Batalha de Austerlitz, Napoleão Bonaparte aniquila as tropas austro-russas na que é considerada por muitos como a maior vitória da sua carreira militar.
- 1823 — Doutrina Monroe: em um Discurso sobre o Estado da União, o presidente dos Estados Unidos, James Monroe, proclama a neutralidade americana em futuros conflitos europeus e alerta as potências europeias para não interferirem na América.
- 1837 — Criação do Colégio Pedro II, no Rio de Janeiro. Atualmente o Colégio Pedro II faz parte, junto de outras instituições, da Rede Federal de Educação Profissional, Científica e Tecnológica.[1]
- 1845 — Doutrina do destino manifesto: em um Discurso sobre o Estado da União, o presidente dos Estados Unidos, James K. Polk, propõe que os Estados Unidos se expandam agressivamente para o Ocidente.
- 1848 — Francisco José I, torna-se imperador da Áustria.
- 1851 — O presidente francês Louis-Napoléon Bonaparte derruba a Segunda República.
- 1852 — Louis-Napoléon Bonaparte torna-se Imperador dos franceses como Napoleão III.
- 1865 — Alabama ratifica a 13ª Emenda à Constituição dos Estados Unidos, seguido pela Carolina do Norte e depois pela Geórgia; Os escravos norte-americanos foram legalmente libertados em duas semanas.
- 1870 — Estreia no Brasil, em homenagem ao aniversário de Dom Pedro II, no Teatro Lyrico Fluminense, a ópera de Carlos Gomes O Guarani.
- 1894 — Émile Roux anuncia em Paris a descoberta da vacina contra a difteria.
- 1899 — Guerra Filipino-Americana: A Batalha de Tirad Pass, conhecida como "Termópilas Filipinas", é travada.
- 1901 — O norte-americano King Camp Gillette patenteia um aparelho de barbear de lâminas descartáveis. É o início da Gillette Safety Razor Company.
- 1902 — Publicado o Os Sertões, de Euclides da Cunha, sobre a Guerra de Canudos.
- 1903 — O Conselho Municipal do distrito do Panamá declara sua independência da Colômbia com apoio dos Estados Unidos.
- 1908 — Pu Yi se torna imperador da China aos dois anos de idade.
- 1917 — Primeira Guerra Mundial: a Rússia e as potências centrais assinam um armistício em Brest-Litovski, e começam as negociações de paz que levam ao Tratado de Brest-Litovski.
- 1918 — A Armênia separa-se do Império Otomano.
- 1927 — Após 19 anos de produção do Ford Model T, a Ford Motor Company lança o Ford Model A como seu novo automóvel.
- 1936 — O primeiro-ministro fascista Benito Mussolini proclama a formação do Eixo Roma-Berlim.
- 1937 — Getúlio Vargas extingue, através do Decreto nº 37, todos os partidos políticos.
- 1942 — Segunda Guerra Mundial: durante o Projeto Manhattan, uma equipe liderada por Enrico Fermi inicia a primeira reação nuclear artificial auto-sustentada.
- 1944 — Inaugurada no Rio de Janeiro, pelo jornalista Roberto Marinho, a Rádio Globo.
- 1945
  - Ocorrem as eleições gerais de 1945 no Brasil, consideradas por historiadores a primeira eleição democrática brasileira.
- 1947
  - Série de naufrágios de traineiras na costa do norte de Portugal causa 152 mortes entre pescadores.[2]
  - Revolta de Jerusalém em 1947: Revolta dos árabes em Jerusalém em resposta ao Plano de Partilha das Nações Unidas para a Palestina.
- 1950 — Guerra da Coreia: A Batalha do Rio Ch'ongch'on termina com uma vitória chinesa decisiva e as forças da ONU são completamente expulsas da Coreia do Norte.
- 1954 — Assinado em Washington, D.C. o Tratado de Defesa Mútua entre Estados Unidos e Taiwan.
- 1956 — Fidel Castro desembarca em Cuba liderando 72 homens. Atacados pelas forças do presidente Fulgencio Batista apenas 12 sobrevivem.
- 1957 — É adotada a Resolução 126 do Conselho de Segurança das Nações Unidas, relativa ao conflito na Caxemira.
- 1959 — Ocorre uma rebelião de militares da Força Aérea Brasileira por dois dias a Revolta de Aragarças.
- 1961 — Em um discurso transmitido nacionalmente, o primeiro-ministro cubano Fidel Castro declara ser marxista-leninista e que Cuba adotará o comunismo.
- 1962 — A URSS lança a primeira nave espacial com destino a Marte.
- 1964
  - O Muro de Berlim, construído em 1961, é aberto para a passagem de pessoas acima de 65 anos.
  - O Teatro Nacional D. Maria II em Lisboa é destruído por um incêndio.
- 1969 — O Boeing 747 realiza seu voo inaugural com 191 pessoas a bordo, a maioria jornalistas e fotógrafos.
- 1970 — A Agência de Proteção Ambiental dos Estados Unidos inicia suas operações.
- 1971 — Abu Dhabi, Ajmã, Fujeira, Xarja, Dubai, Ras al-Khaimah e Umm al Qaywayn formam os Emirados Árabes Unidos.
- 1974 — A nave Pioneer 11 chega em Júpiter.
- 1976 — Fidel Castro torna-se presidente de Cuba, substituindo Osvaldo Dorticós Torrado.
- 1982 — Programa Antártico Brasileiro: Navio de Apoio Oceanográfico NApOc Barão de Teffé (H-42), participou da instalação do farolete Comandante Ferraz na ilha do Rei George.
- 1988 — Benazir Bhutto toma posse como primeira-ministra do Paquistão, tornando-se a primeira mulher a chefiar o governo de um estado de maioria muçulmana.
- 1989 — A insurgência comunista na Malásia é encerrada com um acordo de paz assinado e ratificado pelo Partido Comunista da Malásia (MCP) - governos da Malásia e da Tailândia.
- 1990 — O ônibus espacial Columbia é finalmente lançado, na missão STS-35, após quase sete meses de atraso.
- 1991 — Canadá e Polônia se tornam as primeiras nações a reconhecer a independência da Ucrânia da União Soviética.
- 1992 — Retorna à Terra a nave norte-americana Columbia com seis astronautas.
- 1993
  - Programa de ônibus espaciais: missão STS-61: a NASA lança o ônibus espacial Endeavour em uma missão para reparar o Telescópio Espacial Hubble.
  - Na Colômbia, um grupo de buscas policiais localiza e mata Pablo Escobar, líder máximo do Cartel de Medellín.
- 1994 — O governo australiano concorda em compensar financeiramente os aborígenes australianos que foram recolocados durante os testes nucleares em Maralinga, durante os anos 1950 e 60.
- 1997 — O presídio da Ilha Grande, no Rio de Janeiro, desativado em 1993, virou um dos maiores centros de pesquisa ambiental da América Latina.
- 1998 — A Autoridade Palestina é ameaçada por extremistas islâmicos depois de prender ativistas do grupo Hamas.
- 1999 — O Reino Unido transfere o poder político na Irlanda do Norte ao Executivo da Irlanda do Norte após o Acordo de Belfast.
- 2001
  - Último voo da companhia aérea TWA com o pouso de seu MD-80 em St. Louis.
  - A Enron entra com pedido de falência. Em razão de uma série de escândalos financeiros corporativos, como o da Enron, foi redigida a lei Sarbanes-Oxley, em 2002.
- 2007
  - Governo Federal anuncia o início das transmissões da Televisão digital no Brasil.
  - Extinção da emissora de televisão TVE Brasil. Acabou cedendo espaço para a filial carioca da TV Brasil.
- 2015 — Atentado de San Bernardino: Rizwan Farook e Tashfeen Malik matam 14 pessoas e ferem 22 no Inland Regional Center em Bernardino, Califórnia.
- 2020
  - O Reino Unido licencia a vacina BioNTech–Pfizer para uso emergencial no combate à COVID-19.
  - A maconha é retirada da lista de drogas mais perigosas do tratado internacional de controle de drogas pela Comissão de Entorpecentes da ONU.[3]

## Nascimentos

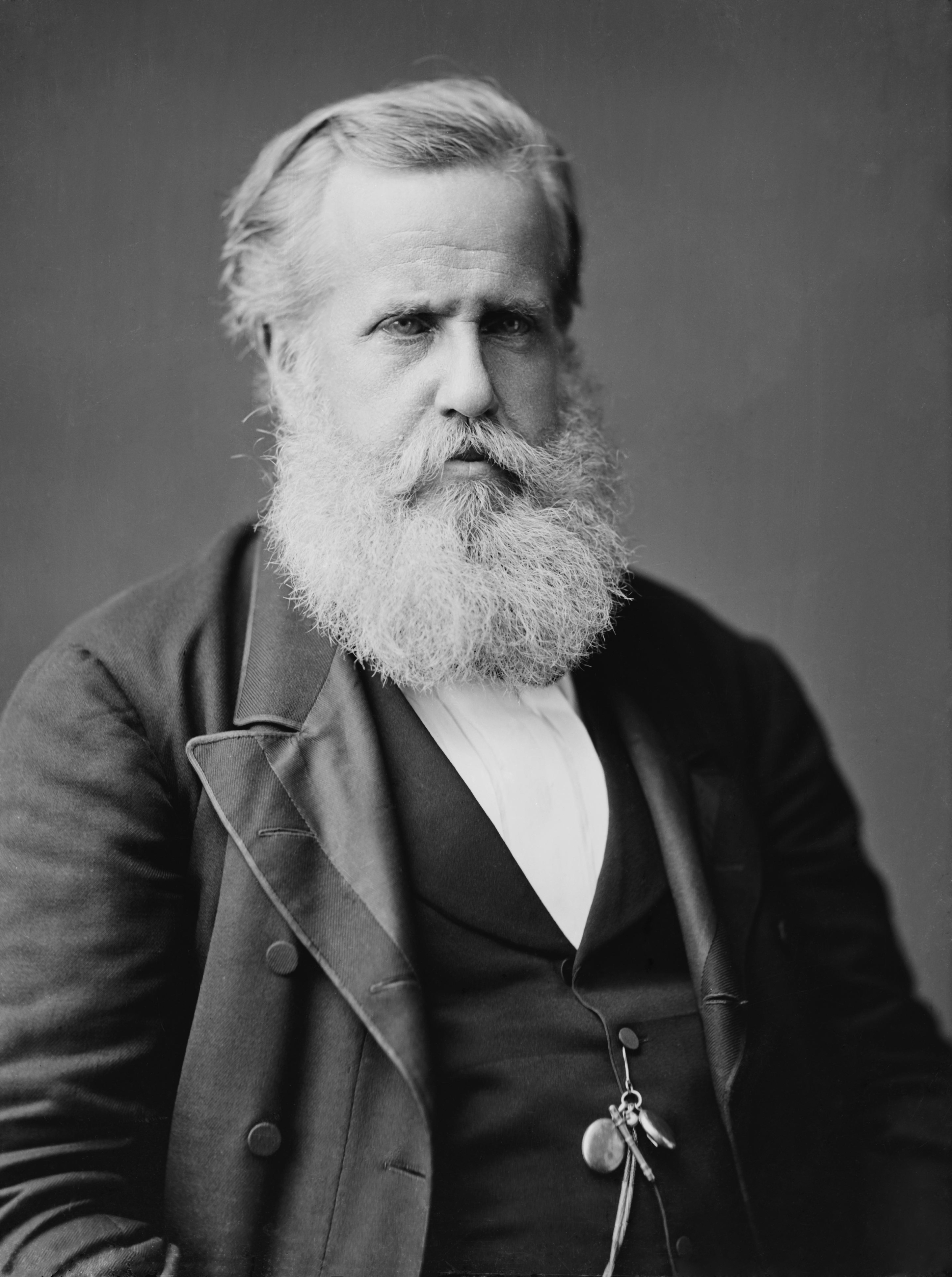
Pedro II do Brasil

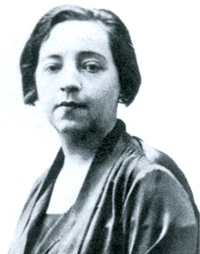
Anita Malfatti

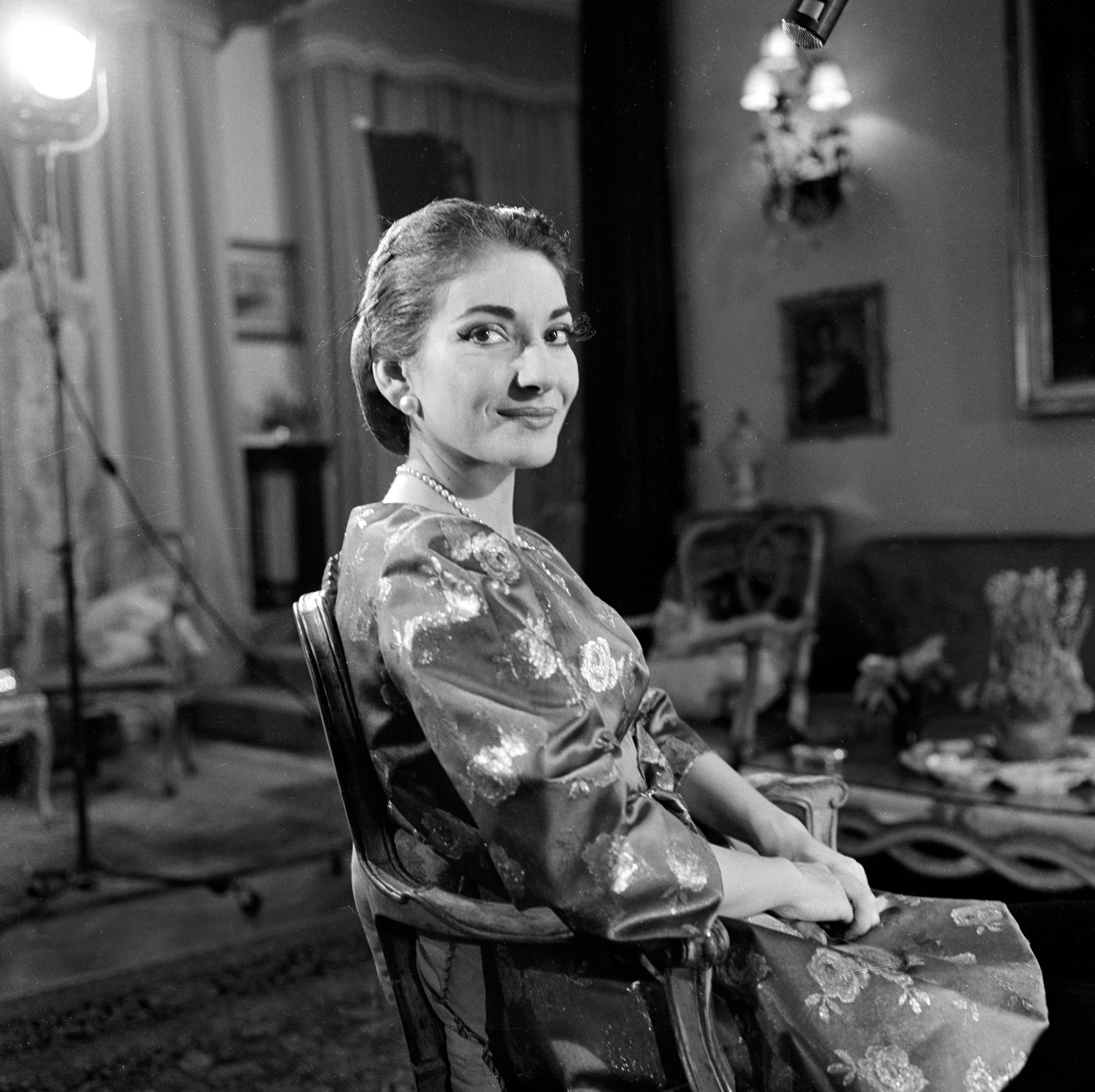
Maria Callas

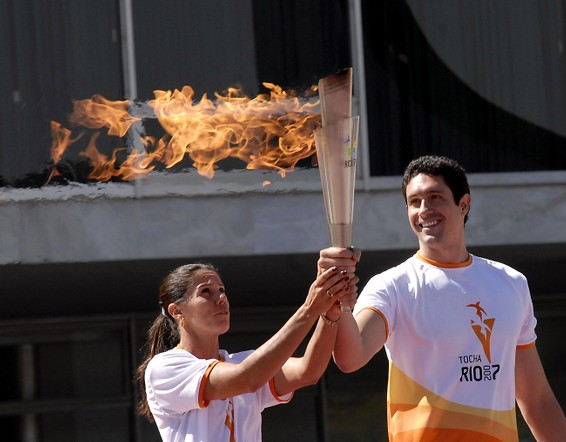
Gustavo Borges

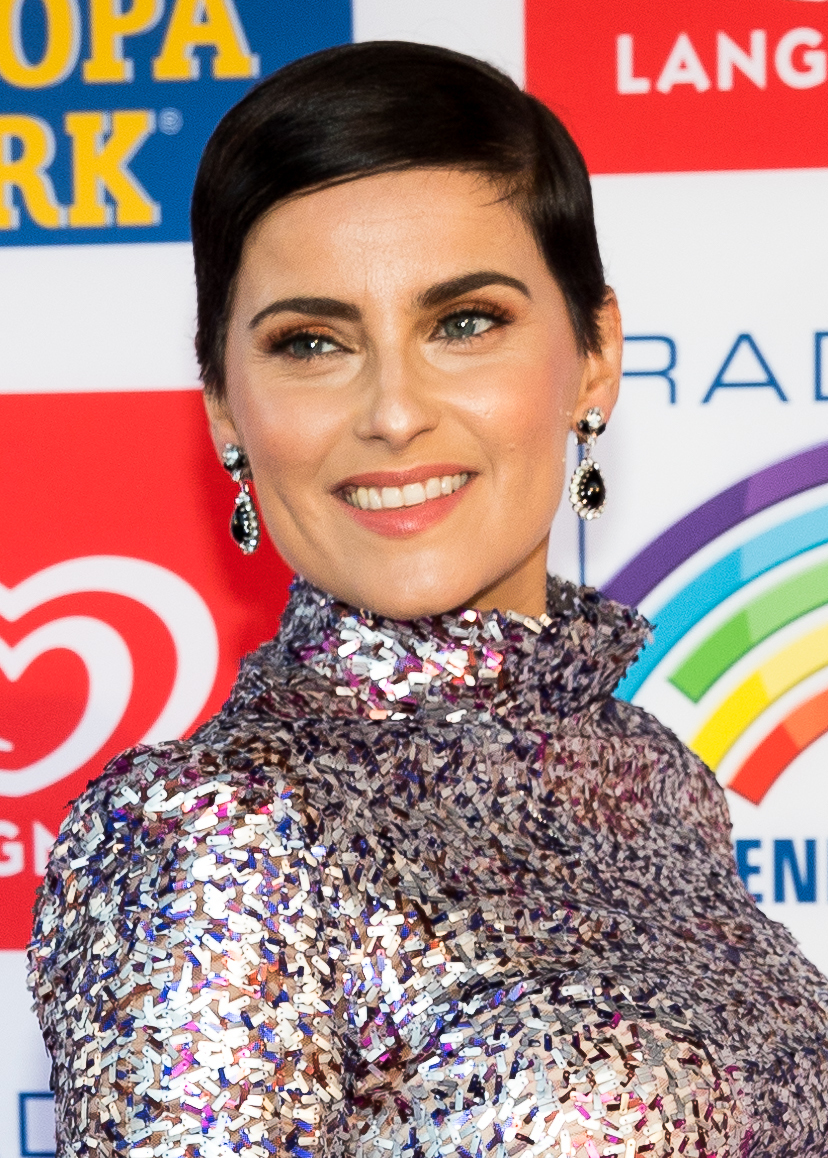
Nelly Furtado

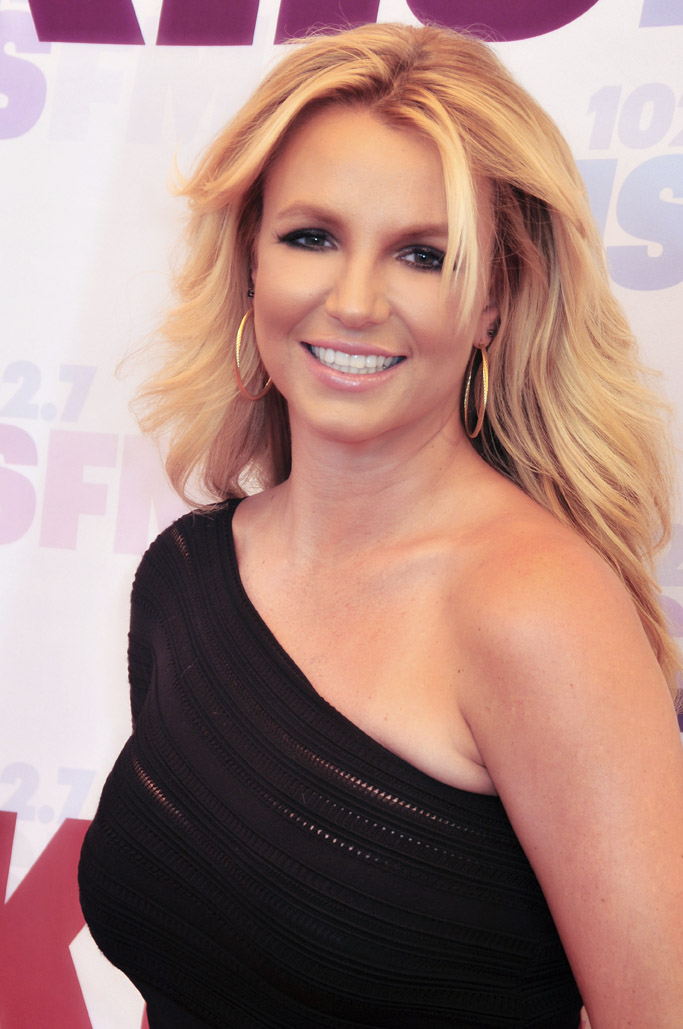
Britney Spears

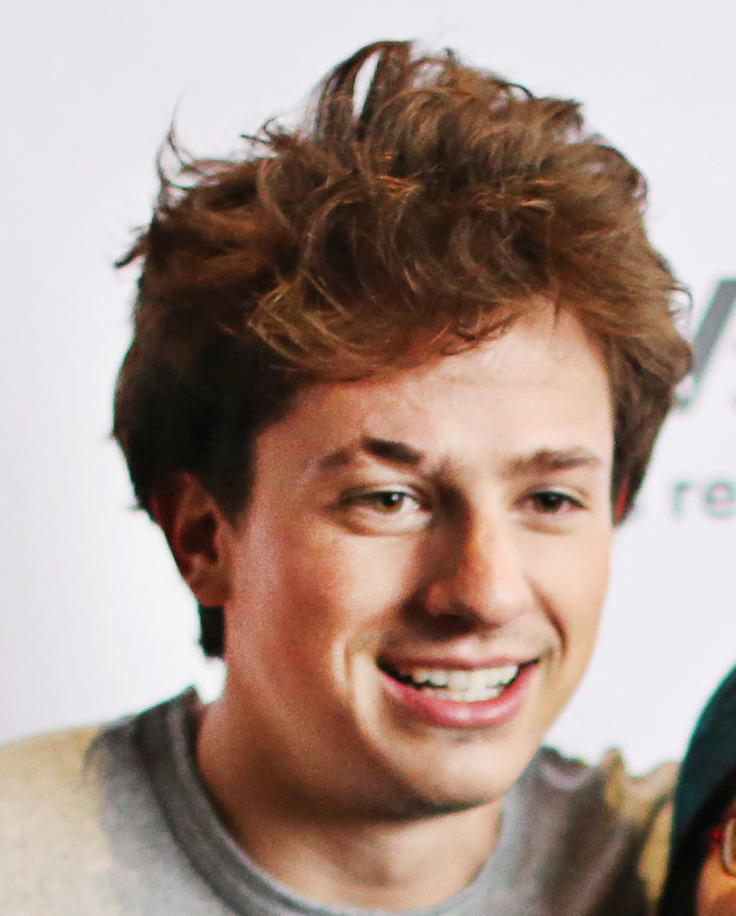
Charlie Puth

### Anteriores ao século XIX
- 1629 — Wilhelm Egon von Fürstenberg, cardeal católico (n. 1704).
- 1738 — Richard Montgomery, militar irlandês (m. 1775).
- 1746 — Joaquim Xavier Curado, marechal e político português (m. 1830).
- 1797 — Hermínia de Anhalt-Bernburg-Schaumburg-Hoym, arquiduquesa da Áustria (m. 1817).
- 1798 — António Luís de Seabra, magistrado português (m. 1895).

### Século XIX
- 1825 — Pedro II do Brasil (m. 1891).
- 1837 — Adolphus William Ward, historiador e intelectual britânico (m. 1924).
- 1848 — Mary Slessor, missionária escocesa (m. 1915).
- 1866 — José Petitinga, escritor brasileiro (m. 1939).
- 1885 — George Richards Minot, médico estadunidense (m. 1950)
- 1889 — Anita Malfatti, pintora modernista brasileira (m. 1964).
- 1891 — Otto Dix, pintor expressionista alemão (m. 1969).

### Século XX

#### 1901–1950
- 1901 — Raimundo Orsi, futebolista ítalo-argentino (m. 1986).
- 1904 — Alfredo Alves, futebolista brasileiro (m. 1975).
- 1905 — Osvaldo Pugliese, músico argentino (m. 1995).
- 1906 — Peter Carl Goldmark, engenheiro húngaro (m. 1977).
- 1909 — Arvo Askola, atleta finlandês (m. 1975).
- 1912 — Harry Sukman, compositor estadunidense (m. 1984).
- 1913 — Arne Ileby, futebolista norueguês (m. 1999).
- 1914
  - Bill Erwin, ator estadunidense (m. 2010).
  - Ehrenfried Patzel, futebolista tcheco (m. 2004).
- 1915
  - Takahito Mikasa, príncipe japonês (m. 2016).
  - Nhá Barbina, atriz e humorista brasileira (m. 1995).
  - Marais Viljoen, político sul-africano (m. 2007).
- 1916 — Nancye Wynne Bolton, tenista australiana (m. 2001).
- 1917 — Deoscóredes Maximiliano dos Santos, escritor, artista plástico e sacerdote afro-brasileiro (m. 2013).
- 1919 — Bibiano Zapirain, futebolista uruguaio (m. 2000).
- 1920 — Lawrence Richardson Jr., historiador estadunidense (m. 2013).
- 1921 — Isabella Karle, química norte-americana (m. 2017).
- 1923 — Maria Callas, cantora lírica estadunidense de origem grega (m. 1977).
- 1925
  - Julie Harris, atriz estadunidense (m. 2013).
  - Torsten Lindqvist, pentatleta sueco (m. 2002).
- 1928
  - Domício Costa, dublador, ator e diretor de dublagem brasileiro (m. 2016).
  - Rıdvan Bolatlı, futebolista turco (m. 2022).
  - Jörg Demus, compositor, professor, musicólogo e pianista austríaco (m. 2019).
- 1930
  - Gary Stanley Becker, economista estadunidense (m. 2014).
  - David Piper, ex-automobilista britânico.
- 1931
  - Homero Leite Meira, bispo brasileiro (m. 2014).
  - Wynton Kelly, pianista norte-americano (m. 1971).
- 1933 — Michael Larrabee, velocista estadunidense (m. 2003).
- 1934 — Tarcisio Bertone, cardeal italiano.
- 1936
  - Peter Duesberg, biólogo molecular teuto-estadunidense.
  - Hebe Uhart, escritora argentina (m. 2018).
- 1937 — Chris Bristow, automobilista britânico (m. 1960).
- 1938 — Luis Artime, ex-futebolista argentino.
- 1939
  - Raúl Folques, militar português.
  - Yael Dayan, escritora e política israelense (m. 2024).
  - Harry Reid, político norte-americano (m. 2021).
- 1940 — Gregorio San Miguel, ex-ciclista espanhol.
- 1944
  - Ibrahim Rugova, político kosovar (m. 2006).
  - Botho Strauß, dramaturgo, romancista e ensaísta alemão.
- 1946
  - Gianni Versace, estilista italiano (m. 1997).
  - Gianni Sartori, ex-ciclista italiano.
- 1947 — Ntare V do Burundi (m. 1972).
- 1948
  - Antonín Panenka, ex-futebolista tcheco.
  - Toninho Horta, músico brasileiro.
- 1950 — Paul Watson, ativista canadense.

#### 1951–2001
- 1951 — József Tóth, futbolista húngaro (m. 2022).
- 1953 — Stephan Nercessian, ator e político brasileiro.
- 1954 — Dan Butler, ator norte-americano.
- 1955 — Dennis Christopher, ator estadunidense.
- 1956
  - Edward Fitzalan-Howard, 18.º Duque de Norfolk.
  - Steven Bauer, ator cubano-americano.
- 1958
  - Randy Gardner, ex-patinador artístico norte-americano.
  - Vladimir Parfenovich, ex-canoísta bielorrusso.
- 1960
  - Judite de Sousa, jornalista portuguesa.
  - Justus von Dohnanyi, ator alemão.
  - Anders Hejlsberg, engenheiro de software dinamarquês.
- 1961 — Sunder Nix, ex-velocista norte-americano.
- 1962
  - Andrey Zygmantovich, ex-futebolista e treinador de futebol bielorrusso.
  - Vlado Bučkovski, político macedônio.
  - Brendan Coyle, ator britânico.
  - Kardam da Bulgária (m. 2015).
- 1963 — Vitaly Mansky, diretor de cinema russo.
- 1964 — Lee Vernon McNeill, velocista norte-americano (m. 2021).
- 1965 — Cenaida Uribe, ex-voleibolista peruana.
- 1966 — Thomas Schnauz, produtor de televisão e roteirista norte-americano.
- 1967 — Massimiliano Lelli, ex-ciclista italiano.
- 1968
  - Lucy Liu, atriz estadunidense.
  - David Batty, ex-futebolista britânico.
  - David Régis, ex-futebolista e treinador de futebol franco-americano.
  - Elna Reinach, ex-tenista sul-africana.
  - Nate Mendel, músico norte-americano.
- 1969 — Manoel Gomes, músico brasileiro.
- 1970
  - Giovan d'Angelo, ator espanhol.
  - Joe Lo Truglio, ator e escritor estadunidense.
- 1971
  - Julio César Baldivieso, ex-futebolista e treinador de futebol boliviano.
  - Francesco Toldo, ex-futebolista italiano.
  - Frank Cho, desenhista estadunidense.
  - Khaled Al-Hazaa, ex-futebolista saudita.
  - Günther Neukirchner, ex-futebolista e treinador de futebol austríaco.
- 1972
  - Gustavo Borges, ex-nadador brasileiro.
  - Gil Gomes, ex-futebolista português.
- 1973
  - Jan Ullrich, ciclista alemão.
  - Monica Seles, ex-tenista sérvia.
  - Alessandra, ex-jogadora de basquete brasileira.
- 1974 — Líder Paz, ex-futebolista boliviano.
- 1975 — Dennis Hallman, lutador americano.
- 1976
  - Masafumi Gotoh, músico japonês.
  - Rodrigo Teixeira, produtor de cinema e empresário brasileiro.
- 1977 — Siyabonga Nomvethe, ex-futebolista sul-africano.
- 1978
  - Christopher Wolstenholme, músico britânico.
  - Raquel Lyra, advogada e política brasileira.
  - Fonsi Nieto, motociclista espanhol.
  - Maëlle Ricker, snowboarder canadense.
  - Nelly Furtado, cantora e atriz canadense.
- 1979
  - Tiago Bernardi, ex-futebolista brasileiro.
  - Yvonne Catterfeld, cantora e atriz alemã.
- 1980 — Marco Engelhardt, ex-futebolista alemão.
- 1981
  - Britney Spears, cantora norte-americana.
  - Danijel Pranjić, ex-futebolista e treinador de futebol croata.
  - Vladimir Efimkin, ex-ciclista russo.
  - Alexander Efimkin, ex-ciclista russo.
- 1982 — Julie Coin, ex-tenista francesa.
- 1983
  - Daniela Ruah, atriz portuguesa.
  - Maytê Piragibe, atriz brasileira.
  - Jana Kramer, atriz e cantora norte-americana.
  - Action Bronson, rapper, escritor, chefe de cozinha e apresentador norte-americano.
  - Bibiana Candelas, jogadora de vôlei mexicana.
- 1984 — Carlos Sánchez, futebolista uruguaio.
- 1985
  - Alberto de la Bella, ex-futebolista espanhol.
  - Amaury Leveaux, ex-nadador francês.
- 1986
  - Claudiu Keserü, futebolista romeno.
  - Gilmak, futebolista brasileiro.
  - Stéphanie Crayencour, atriz belga.
  - Ronald Vargas, ex-futebolista venezuelano.
  - Elisa Volpatto, atriz brasileira.
- 1987
  - Isaac Promise, futebolista nigeriano (m. 2019).
  - Nicolas Edet, ciclista francês.
  - Kyle Casciaro, futebolista gibraltino.
- 1988
  - Alfred Enoch, ator britânico.
  - Eduardo Windsor, Lorde Downpatrick.
- 1989 — Matteo Darmian, futebolista italiano.
- 1990
  - Gastón Ramírez, futebolista uruguaio.
  - Sebastián Pérez Kirby, futebolista chileno.
- 1991 — Charlie Puth, cantor, compositor e produtor musical estadunidense.
- 1992
  - Gary Sánchez, beisebolista dominicano.
  - Hovhannes Bachkov, pugilista armênio.
- 1993
  - Koen Bouwman, ciclista neerlandês.
  - Kostas Stafylidis, futebolista grego.
- 1994 — Letícia Santos, futebolista brasileira.
- 1995
  - André Campos Moreira, futebolista português.
  - Ana Peleteiro, atleta de salto triplo espanhola.
  - Kalvin Phillips, futebolista britânico.
  - Uladzislau Hancharou, ginasta bielorrusso.
- 1996
  - Anita Alvarez, atleta de nado sincronizado norte-americana.
  - Jordan Barrett, modelo australiano.
- 1997 — Ibrahim Sangaré, futebolista marfinense.
- 1998
  - Annalise Basso, atriz norte-americana.
  - Amber Frank, atriz norte-americana.
  - Juice Wrld, rapper norte-americano (m. 2019).
  - Anna Kalinskaya, tenista russa.
- 1999 — Kelvin Kiptum, fundista queniano (m. 2024).
- 2000 — Štefan Michalička, ciclista eslovaco.

### Século XXI
- 2001 — Emilio Nava, tenista estadunidense.
- 2002 — Jaylon Tyson, jogador norte-americano de basquete.
- 2004 — Erin Gemmell, nadadora estadunidense.

## Mortes

### Anteriores ao século XIX
- 1022 — Elvira Mendes, rainha de Leão (n. 996).
- 1348 — Hanazono, imperador do Japão (n. 1297).
- 1455 — Isabel de Avis, Rainha de Portugal (n. 1432).
- 1519 — Madalena de Médici, nobre italiana (n. 1473).
- 1547 — Hernán Cortés, explorador espanhol (n. 1485).
- 1594 — Gerardo Mercator, matemático e cartógrafo belga (n. 1512).
- 1650 — Carlota Margarida de Montmorency, princesa de Condé (n. 1594).
- 1665 — Catherine de Rambouillet, anfitriã francesa (n. 1588).
- 1769 — Dietrich de Anhalt-Dessau (n. 1702).
- 1774 — Johann Friedrich Agricola, compositor, organista e pedagogo alemão (n. 1720).

### Século XIX
- 1814 — Marquês de Sade, escritor francês (n. 1740).
- 1828 — William Hyde Wollaston, químico britânico (n. 1766).
- 1858 — Francisco do Monte Alverne, frade e teólogo brasileiro (n. 1784).
- 1878 — Pasquale Bona, compositor italiano (n. 1808)

### Século XX
- 1918 — Edmond Rostand, poeta francês (n. 1868).
- 1923 — Tomás Bretón, compositor espanhol (n. 1850).
- 1932 — Amadeo Vives, compositor espanhol (n. 1871).
- 1925 — Manuel Joaquim de Macedo, compositor, violinista e maestro brasileiro (n. 1847).
- 1967 — Phyllis Johnson, patinadora artística britânica (n. 1886).
- 1969 — José María Arguedas, escritor e antropólogo peruano (n. 1911).
- 1972 — Edison Carneiro, escritor brasileiro (n. 1912).
- 1983 — Casimiro Pinto Neto, radialista brasileiro (n. 1914).
- 1984 — Harry Sukman, compositor estadunidense (n. 1912).
- 1990 — Aaron Copland, compositor norte-americano (n. 1900).
- 1993 — Pablo Escobar, narcotraficante colombiano (n. 1949).
- 1994 — Alan Splet, designer e editor de som estadunidense (n. 1939).
- 1996 — Jean Jérôme Hamer, cardeal belga (n. 1916).
- 1998 — Bob Haggart, músico de jazz, baixista e compositor norte-americano (n. 1914).
- 1999 — Charlie Byrd, guitarrista norte-americano (n. 1925).
- 2000 — Bibiano Zapirain, futebolista uruguaio (n. 1919).

### Século XXI
- 2001 — Bruce Halford, automobilista britânico (n. 1931).
- 2002
  - Arno Peters, cartógrafo e historiador alemão (n. 1916).
  - Ivan Illich, filósofo austríaco (n. 1926).
- 2003 — Norma Geraldy, atriz brasileira (n. 1907).
- 2005 — Wilson Toni, jornalista e político brasileiro (n. 1953).
- 2008
  - Edward Samuel Rogers, empresário canadense (n. 1933).
  - Pyotr Latyshev, político russo (n. 1948).
- 2009
  - Lombardi, locutor brasileiro (n. 1940).
  - Eric Woolfson, músico britânico (n. 1945).
  - Foge Fazio, jogador estadunidense de futebol americano (n. 1938).
- 2011 — Julia Marichal, atriz mexicana (n. 1944).
- 2013
  - Marcelo Déda, político brasileiro (n. 1960).
  - Pedro Rocha, treinador de futebol e futebolista uruguaio (n. 1942).
- 2014
  - Bobby Keys, saxofonista estadunidense (n. 1943).
  - Giampaolo Rugarli, escritor e jornalista italiano (n. 1932).
- 2018 — Perry Robinson, clarinetista e compositor de jazz americano (n. 1938).
- 2020 — Rodela, humorista brasileiro (n. 1954).
- 2021 — Hong Sung-woo, político sul-coreano (n. 1954).
- 2023 — Concha Velasco, cantora e atriz espanhola (n. 1939).
- 2024
  - Paulo Giardini, ator brasileiro (n. 1962).
  - José Pinto Paiva, enxadrista brasileiro (n. 1938).

## Feriados e eventos cíclicos

### Internacional
- Dia Internacional da Abolição da Escravatura
- Dia Pan-americano da Saúde - Evento criado pela OEA
- Dia da Pátria no Laos - Data da Independência nacional
- Dia da Pátria nos Emirados Árabes Unidos - Dia da criação dos Emirados

### Brasil
- Aniversário de Araçatuba - São Paulo
- Dia Nacional do Astrônomo
- Dia das Relações públicas
- Dia do Samba

### Mitologia
- Mitologia hindu - Festa de Shiva, deus da dança e do movimento

### Cristianismo
- Bibiana de Roma
- Cromácio
- Habacuque
- Nono de Edessa
- Papa Silvério

## Outros calendários
- No calendário romano era o 4.º (IV) dia  antes das nonas de dezembro.
- No calendário litúrgico tem a letra dominical G para o dia da semana.
- No calendário gregoriano a epacta do dia é xix.